# Obra (India)
Obra è una suddivisione dell'India, classificata come nagar panchayat, di 52.398 abitanti, situata nel distretto di Sonbhadra, nello stato federato dell'Uttar Pradesh. In base al numero di abitanti la città rientra nella classe II (da 50.000 a 99.999 persone).

## Geografia fisica
La città è situata a 24° 25' 0 N e 82° 58' 60 E e ha un'altitudine di 169 m s.l.m..

## Società

### Evoluzione demografica
Al censimento del 2001 la popolazione di Obra assommava a 52.398 persone, delle quali 28.662 maschi e 23.736 femmine. I bambini di età inferiore o uguale ai sei anni assommavano a 5.783, dei quali 3.064 maschi e 2.719 femmine. Infine, coloro che erano in grado di saper almeno leggere e scrivere erano 39.237, dei quali 23.705 maschi e 15.532 femmine.

## Centrali elettriche
Obra è situata sulle rive del fiume Son, un affluente del Gange. Nei dintorni della città si trovano le centrali elettriche di Thermal e Hydel Power Station. Le centrali termoelettriche dispongono rispettivamente di una capacità totale di 1.550 MW e 99 MW.